# Franziskanerkloster Enns

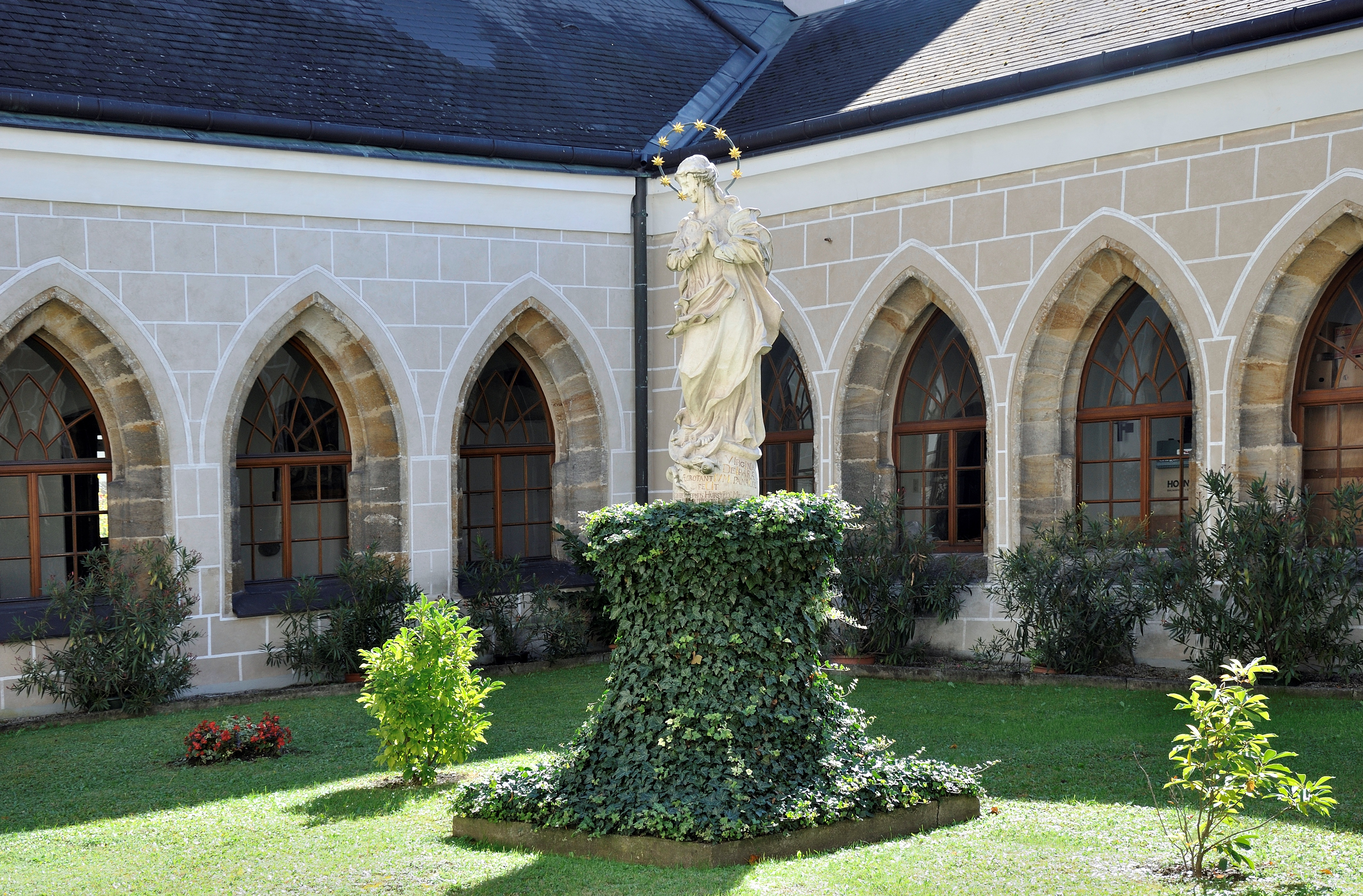
Innenhof des Kreuzgangs mit Maria Immaculata Statue

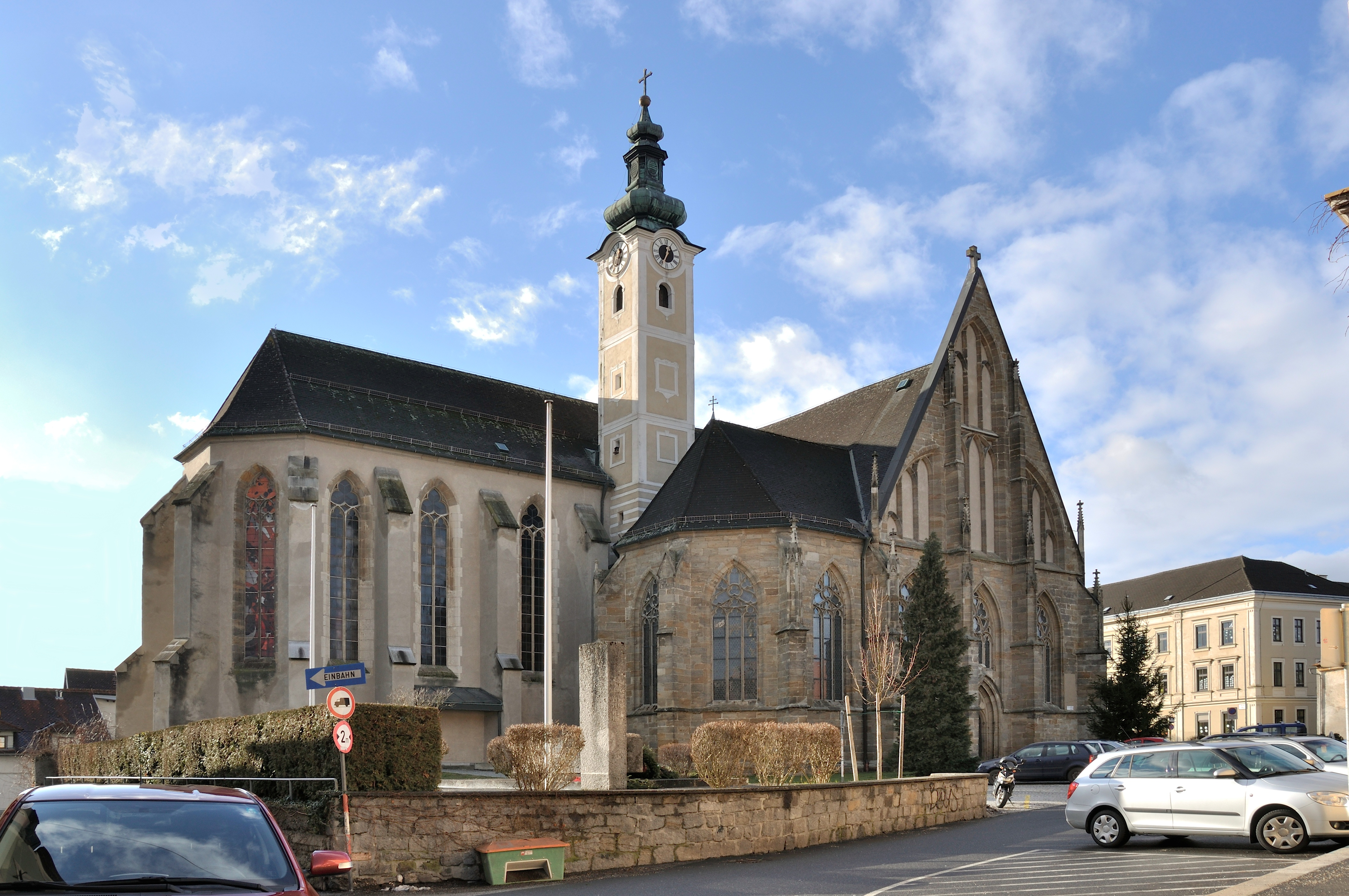
Die als Stadtpfarrkirche genutzte Klosterkirche

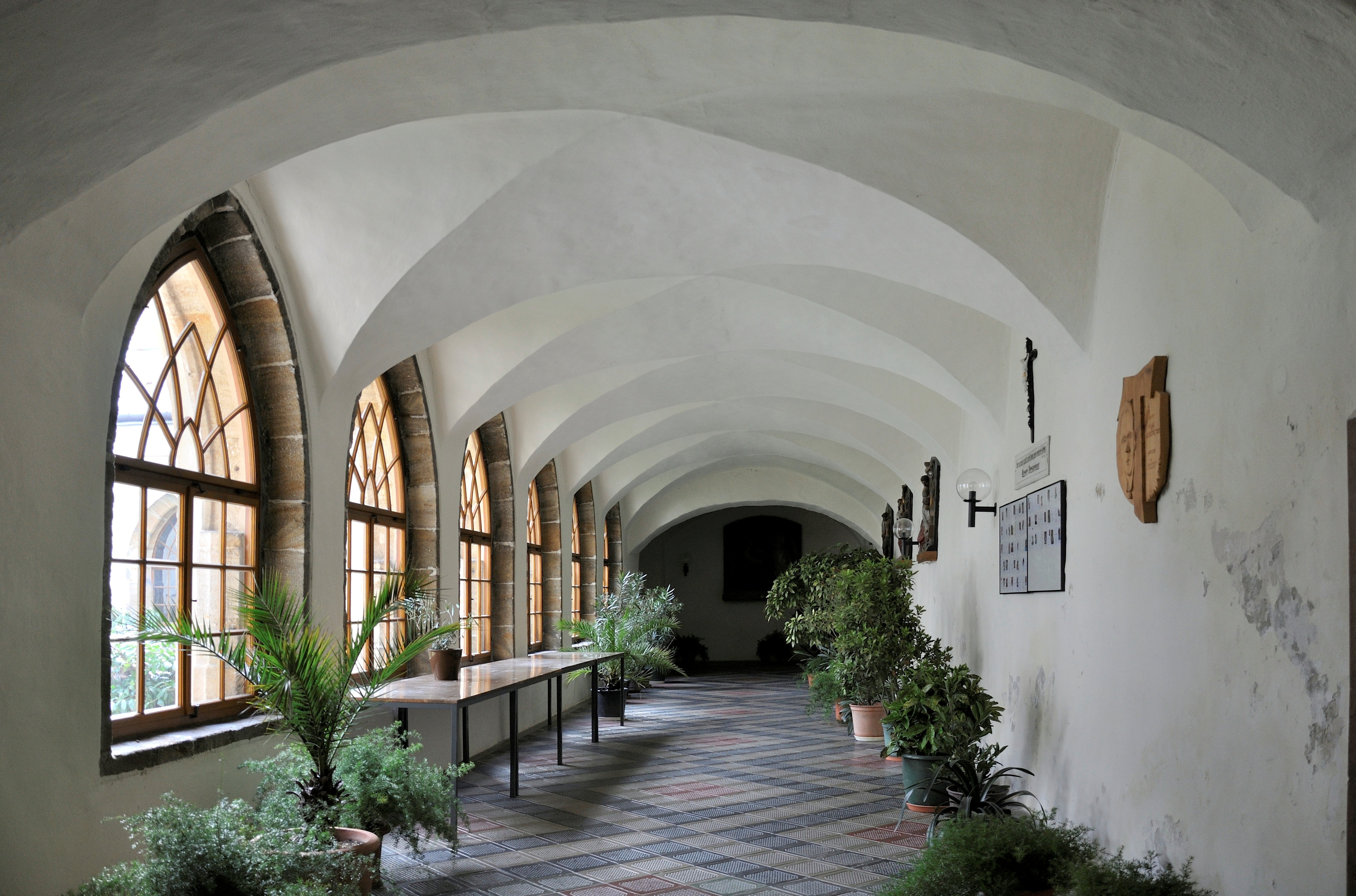
Kreuzgang des Klosters

Das Franziskanerkloster Enns wurde im 13. Jahrhundert in der Stadt Enns in Oberösterreich gegründet und wird nach mehreren Unterbrechungen auch heute wieder von Franziskanern (ordo fratrum minorum, „Minderbrüder“) bewohnt. Zwischenzeitlich hatten auch Franziskaner-Konventualen („Minoriten“) dort gelebt oder war das Klostergebäude für andere Zwecke verwendet worden.

## Geschichte
Die ersten Franziskaner kamen schon vor 1280 nach Enns und gründeten dort ein Kloster. Im 14. und 15. Jahrhundert wurde die Niederlassung von den Walseern gefördert, was auch durch den Bau der Walseerkapelle zum Ausdruck kommt. Das Kloster musste 1551 in den Zeiten der Reformation aufgegeben werden. Von 1567 bis 1574 war die oberösterreichische Landschaftsschule darin untergebracht. Im Jahre 1644 ließen sich Franziskaner-Konventualen (Minoriten) in Enns nieder und konnten das Kloster wieder beziehen, jedoch ohne die daran angebaute Kirche zu benutzen, die 1553 anstelle der Laurentiuskirche von Lorch zur Pfarrkirche von Enns erhoben worden war. Unter Kaiser Joseph II. wurde das Kloster 1784 erneut aufgehoben und vom Religionsfonds beschlagnahmt. 1790 wurden das Gebäude und der Garten an die Stadt Enns verkauft und im Laufe der Zeit als Theater, Militärakademie und Waisenhaus genutzt.
In der Mitte des 19. Jahrhunderts bemühte sich Bischof Franz Joseph Rudigier und ein Teil der Bürgerschaft, wieder Ordensleute nach Enns zu bringen. 1859 kamen Brüder der Tiroler Franziskanerprovinz in das ehemalige Kloster, das sie im Jahre 1883 erwarben. Von 1892 bis 1894 bauten sie einen Teil des Gebäudes zu einer eigenen Klosterkirche um. Die ursprünglichen Altäre für das im neuromanischen Stil errichtete Gotteshaus wurden von dem Künstler und Franziskanerpater Johannes Maria Reiter entworfen. Die Franziskaner waren als Seelsorger an der Klosterkirche und bis 1917 auch als Kooperatoren an der Pfarrkirche tätig. Im 20. Jahrhundert wurden der künstlerisch wertvolle Kreuzgang des alten Klosters mehrmals renoviert und die Ausstattung der Klosterkirche verändert.

## Architektur
Der bemerkenswerte Kreuzgang befindet sich südwestlich der Klosterkirche.

## Nutzung
Heute lebt ein kleiner Konvent von fünf Franziskanern im Kloster und ist in der Seelsorge tätig.